# (10115) 1992 SK
(10115) 1992 SK là một vật thể bằng đá gần Trái Đất và là tiểu hành tinh có khả năng nguy hiểm trên quỹ đạo lệch tâm. Nó thuộc nhóm tiểu hành tinh Apollo và có đường kính khoảng 1 kilômét (0,6 dặm). Nó được phát hiện bởi hai nhà thiên văn học người Mỹ Eleanor Helin và Jeff Alu tại Đài thiên văn Palomar ở California vào ngày 24 tháng 9 năm 1992.

## Quỹ đạo và phân loại
Tiểu hành tinh quay quanh Mặt trời ở khoảng cách 0,8–1,7 AU 17 tháng một lần (509 ngày). Quỹ đạo của nó có độ lệch tâm là 0,32 và độ nghiêng là 15° so với đường hoàng đạo. Khoảng cách giao nhau quỹ đạo tối thiểu trên Trái Đất của nó là 0,0449 AU (6.720.000 km). Điều này làm cho nó trở thành một tiểu hành tinh tiềm ẩn nguy hiểm, vì MOID của nó nhỏ hơn 0,05 AU và đường kính của nó lớn hơn 150 mét. Bản vẽ sơ đồ đầu tiên thu được tại Đài quan sát Palomar vào năm 1953, kéo dài vòng cung quan sát của tiểu hành tinh thêm 39 năm trước khi phát hiện ra nó.

## Tính chất vật lý
Trong phân loại SMASS, 1992 SK được đặc trưng như một tiểu hành tinh loại S.

##### Thời gian luân chuyển
Người ta đã thu được một số vân sáng quay tròn đối với vật thể này. Năm 1999, nhà thiên văn học người Séc Petr Pravec đã xây dựng một vòng xoáy ánh sáng, tạo ra chu kỳ quay là 7,328 giờ và độ sáng biến thiên 0,72 độ lớn (U=n/a).
Vào tháng 3 năm 2006, các quan sát của nhà thiên văn học David Polishook từ Đài quan sát Wise đặt trên mặt đất, Israel, cho chu kỳ quay là 7,31 và biên độ 0,70 mag (U=2), và vào tháng 11 năm 2011, nhà thiên văn học người Mỹ Brian Warner tại Đài quan sát Palmer Chia, Colorado, thu được chu kỳ xác định rõ ràng đầu tiên là 7,323 giờ với biên độ 0,50 mag (U=3).

##### Đường kính và albedo
Theo các cuộc khảo sát được thực hiện bởi Nhà thám hiểm khảo sát hồng ngoại trường rộng ngoài không gian của NASA với sứ mệnh NEOWISE tiếp theo, tiểu hành tinh này có đường kính 1,0 và 0,94 km và bề mặt của nó có độ cao tương ứng là 0,28 ot 0,32. Dự án ExploreNEOs tìm thấy một albedo 0,34, với đường kính 0,9 km, và Liên kết ánh sáng tiểu hành tinh cộng tác tính toán đường kính 1,18 km dựa trên một albedo tiêu chuẩn giả định cho các tiểu hành tinh đá 0,20 và cường độ tuyệt đối là 17,0.

## Đặt tên và đánh số
Tiểu hành tinh này được đánh số bởi Trung tâm Tiểu hành tinh vào ngày 2 tháng 3 năm 1999. Kể từ năm 2019, nó vẫn chưa được đặt tên.